# Sinkiewicze
Sinkiewicze (biał. Сінкевічы, Sinkiewiczy; ros. Синкевичи, Sinkiewiczi) – agromiasteczko na Białorusi, w obwodzie brzeskim, w rejonie łuninieckim, siedziba administracyjna sielsowietu Sinkiewicze.
Miejscowość leży nad rzeką Łań. Oddalona jest o 38 km na wschód od Łunińca, położona jest przy trasie linii kolejowej Brześć-Pińsk-Homel (stacja kolejowa Sinkiewicze) oraz w bezpośredniej bliskości drogi magistralnej M10. W 2009 liczyła 928 mieszkańców.
Działa tu parafia prawosławna pw. św. Jerzego Zwycięzcy.

## Nazwa
Oboczność nazwy Sinkiewicze i Sienkiewicze zauważyli już autorzy Słownika geograficznego, notując obie te nazwy i stosując między nimi odsyłacze; głównego opisu wsi dokonali pod pierwszym z wymienionych wariantów. W początkach II Rzeczypospolitej jako urzędowy przyjęto wariant Sinkiewicze. Z czasem utrwalił się wariant Sienkiewicze. Ten zanotował Skorowidz miejscowości Bystrzyckiego. Taką też pisownią posługiwała się kartografia, Wojsko Polskie (Korpus Ochrony Pogranicza) czy też administracja. 
Na gruncie polskiego nazewnictwa geograficznego, Komisja Standaryzacji Nazw Geograficznych poza Granicami Rzeczypospolitej Polskiej zdecydowała w 2006 nie zmieniać egzonimu Sinkiewicze na Sienkiewicze. W konsekwencji, obowiązuje ten pierwszy wariant.

## Historia

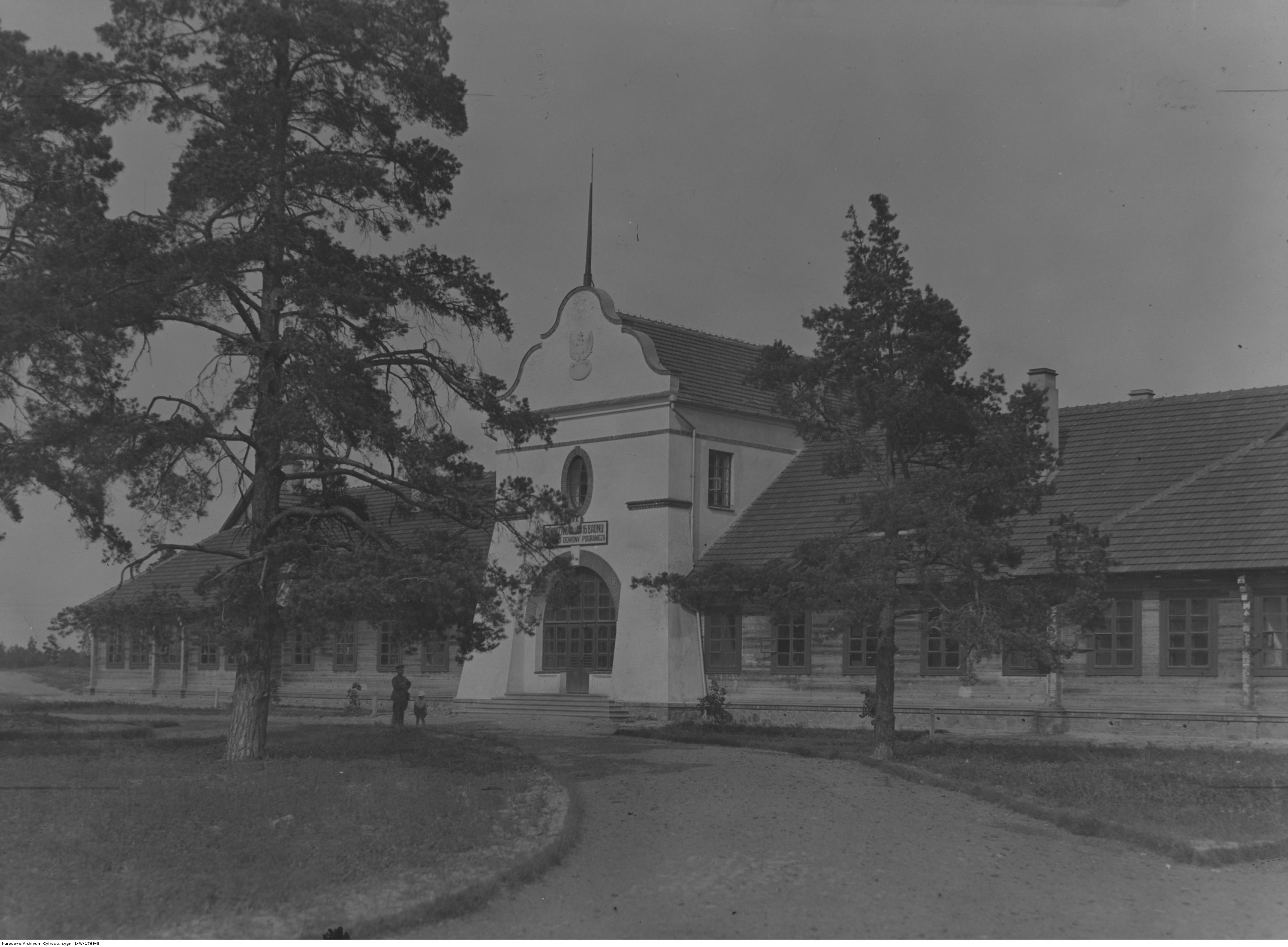
Koszary batalionu KOP „Sienkiewicze”

Miejscowość wymieniona została po raz pierwszy w 1493 roku jako część należącego wówczas do wojewody trockiego Piotra Montygirdowicza majątku Łachwa w Wielkim Księstwie Litewskim. Następnie majątek przeszedł w ręce Radziwiłłów i w 1588 roku wieś odnotowana została jako własność Mikołaja Krzysztofa Radziwiłła, a w 1626 roku – Zygmunta Karola Radziwiłła.
W końcu XVIII wieku wieś leżała w powiecie nowogródzkim województwa nowogródzkiego. Pod koniec XIX wieku leżała w powiecie mozyrskim, w guberni mińskiej Rosji. Miała 28 osad (gospodarstw). 
W czasach II Rzeczypospolitej wieś leżała początkowo w gminie Lenin, a od 18 kwietnia 1928 w gminie Łachwa, w powiecie łuninieckim, w województwie poleskim. Według Powszechnego Spisu Ludności z 1921 roku, wieś liczyła 667 mieszkańców, z czego 630 było wyznania prawosławnego, 10 - katolickiego, a 27 - mojżeszowego; 663 osoby zadeklarowały narodowość polską, a 4 - inną niż wskazane. Było tu 109 budynków mieszkalnych. Również na mapie wojskowej z 1932 odnotowano, że liczyła 109 domów. W garnizonie Sieniewicze stacjonowało dowództwo batalionu granicznego, kompania odwodowa, kompania karabinów maszynowych i pluton łączności.

## Kultura
W miejscowości znajduje się zabytkowa drewniana cerkiew pw. św. Jerzego. Kościół katolicki wybudowany staraniem batalionu Korpusu Ochrony Pogranicza nie zachował się. 
Znajduje się w niej także mogiła zbiorowa 27 żołnierzy radzieckich i 11 partyzantów, na której w 1951 ustawiono pamiątkowy obelisk. 
2 kilometry na wschód od miejscowości znajduje się kurhan, noszący nazwę miejscową Tatarska mogiła. 
Cerkiew i kurhan wpisane są na państwową listę wartości historyczno-kulturowych Republiki Białorusi.